# Allwinner Technology
Allwinner Technology Co, Ltd. is een Chinees bedrijf dat in 2007 werd opgericht en producent is van processors en halfgeleiders. De firma heeft ook een technologiecentrum in Shenzhen en een logistiek centrum in Hongkong.
Allwinner produceert voornamelijk op ARM-architectuur gebaseerde systems-on-a-chip, videoprocessors en singleboardcomputers. Deze systemen worden onder meer gebruikt in smartphones, tabletcomputers en videosystemen.
Bekende SoC's van het bedrijf zijn de Allwinner A10 (single core), de A20 (dual core) en de A31 (quad core). De A10-chip wordt onder andere gebruikt op het Cubieboard en de A20 voor de Banana Pi.